# Trebević
Trebević er et bjerg centralt i Bosnien-Hercegovina, lige sydøst for Sarajevo ved siden af bjerget Jahorina. Trebević er 1.627 meter højt, og det næst højeste af bjergene omkring Sarajevo. 
I middelalderen blev Trebević kaldt Zlatni Do. Under Vinter-OL 1984 var Trebević, som flere andre bjerge omkring Sarajevo, stedet for flere discipliner, så som bobslæde.